# Beagle
Beagle er en lille hunderace, der ligner den meget større foxhound. Den er en jagthund fra gruppen af støvere, der i Danmark anvendes til støverjagt og bevægelsesjagt.
Beaglen er i Danmark en af de mest udstillede hunderacer. Derudover er der de senere år kommet mere fokus på schweisstræning (Blodspor) med beaglen. Denne race kan dog ikke umiddelbart komme i schweissregistret.
En beagle forekommer i mange farver. De mest almindelige er 2-farvede (rødbrun/hvid) og 3-farvede (sort/rødbrun/hvid). Der findes dog mange flere nuancer end disse. De kan således også have en rødbrun farve der kan variere fra næsten gul til markant rød.
Beaglen er anerkendt af alle de danske hundeklubber, deriblandt Dansk Kennel Klub, DRU, DDH, og DHL. Heraf er DKK den eneste stambogsførende organisation under Fédération Cynologique Internationale.